# Dimitry Bertaud
Dimitry Bertaud (ur. 6 czerwca 1998 w Montpellier) – kongijsko-francuski piłkarz, grający na pozycji bramkarza we francuskim klubie Montpellier HSC oraz w reprezentacji Demokratycznej Republiki Konga. Półfinalista Pucharu Narodów Afryki 2023. Jest wychowankiem klubu Montpellier HSC. Młodzieżowy reprezentant Francji.

## Kariera klubowa
Swoją karierę piłkarską Bertaud rozpoczął w klubie Montpellier HSC. W sezonie 2014/2015 zadebiutował w jego rezerwach. Z kolei w 2018 roku stał się członkiem pierwszego zespołu. 20 stycznia 2019 zadebiutował w nim w Ligue 1 w zremisowanym 0:0 wyjazdowym meczu ze Stade Rennais.
| Sezon   | Klub              | Kraj    | Rozgrywki              | Mecze | Bramki |
| ------- | ----------------- | ------- | ---------------------- | ----- | ------ |
| 2014/15 | Montpellier HSC B | Francja | CFA                    | 10    | 0      |
| 2015/16 | Montpellier HSC B | Francja | CFA 2                  | 6     | 0      |
| 2016/17 | Montpellier HSC B | Francja | CFA                    | 12    | 0      |
| 2017/18 | Montpellier HSC B | Francja | Championnat National 3 | 21    | 0      |
| 2018/19 | Montpellier HSC B | Francja | Championnat National 3 | 9     | 0      |
| 2019/20 | Montpellier HSC   | Francja | Ligue 1                | 1     | 0      |
| 2019/20 | Montpellier HSC B | Francja | Championnat National 2 | 2     | 0      |
| 2020/21 | Montpellier HSC   | Francja | Ligue 1                | 9     | 0      |
| 2021/22 | Montpellier HSC   | Francja | Ligue 1                | 11    | 0      |
| 2021/22 | Montpellier HSC B | Francja | Championnat National 2 | 2     | 0      |
| 2022/23 | Montpellier HSC B | Francja | Championnat National 3 | 2     | 0      |

## Kariera reprezentacyjna
W reprezentacji Demokratycznej Republiki Konga Bertaud zadebiutował 17 października 2023 w zremisowanym 0:0 towarzyskim meczu z Angolą, rozegranym w Setúbal. W 2024 roku powołano go do kadry na Puchar Narodów Afryki 2023. Rozegrał w nim jeden mecz, o 3. miejsce z Południową Afryką (0:0, k. 5:6).